# Приют Елизаветы и Марии
Приют Елизаветы и Марии — социальное учреждение, основанное великой княгиней Еленой Павловной. Был посвящён памяти умерших дочерей Великого князя Михаила Павловича и великой княгини Елены Павловны — великих княжон Елизаветы Михайловны (сконч. 1845) и Марии Михайловны (сконч. 1846).

## История

### XIX век

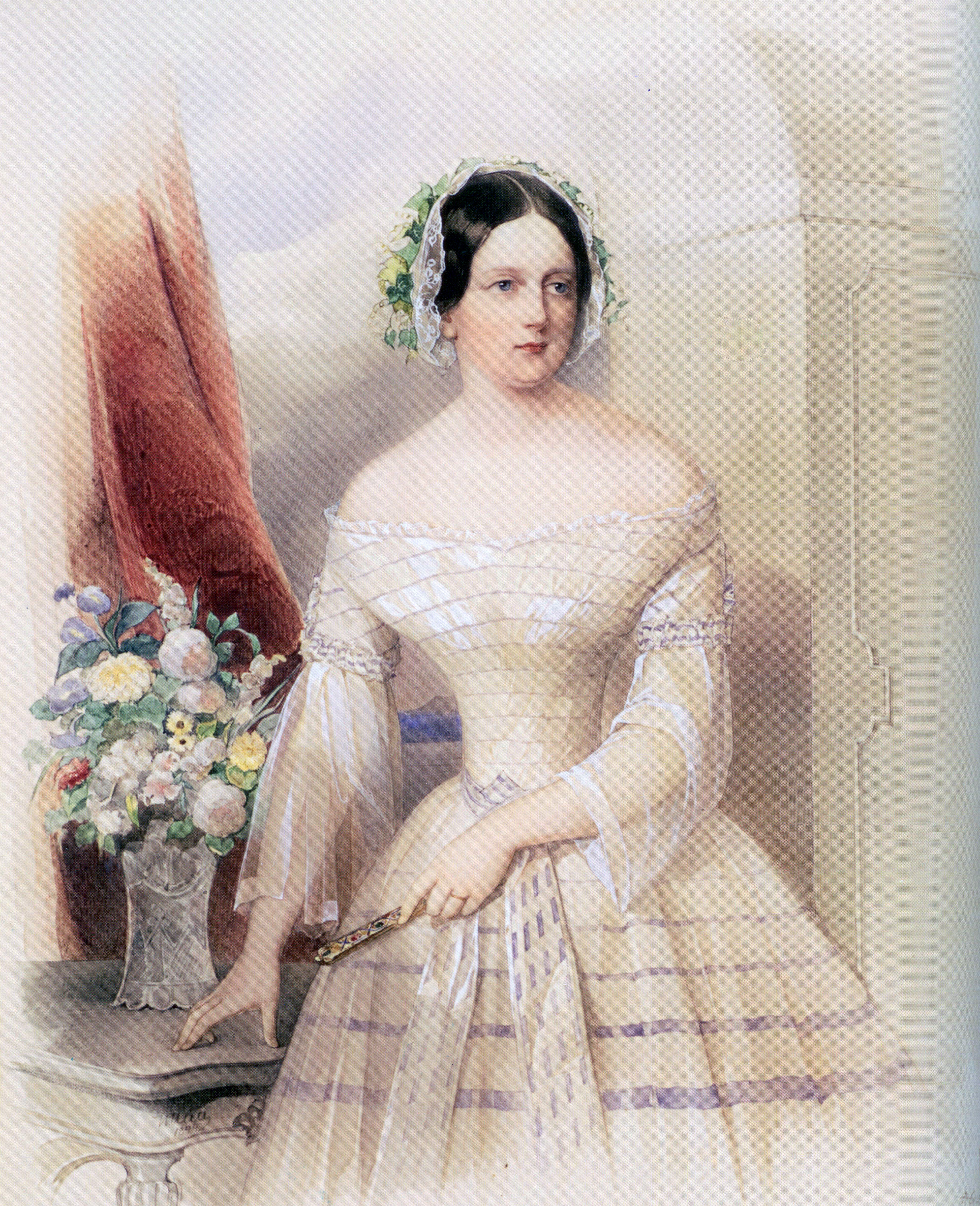
Вел. кн. Елизавета Михайловна (1826—1845), с 1844 года замужем за герц. Адольфом Нассау.

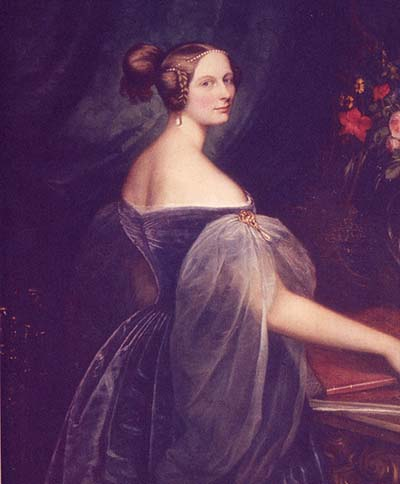
Великая княгиня Елена Павловна (Фредерика Вюртембергская)

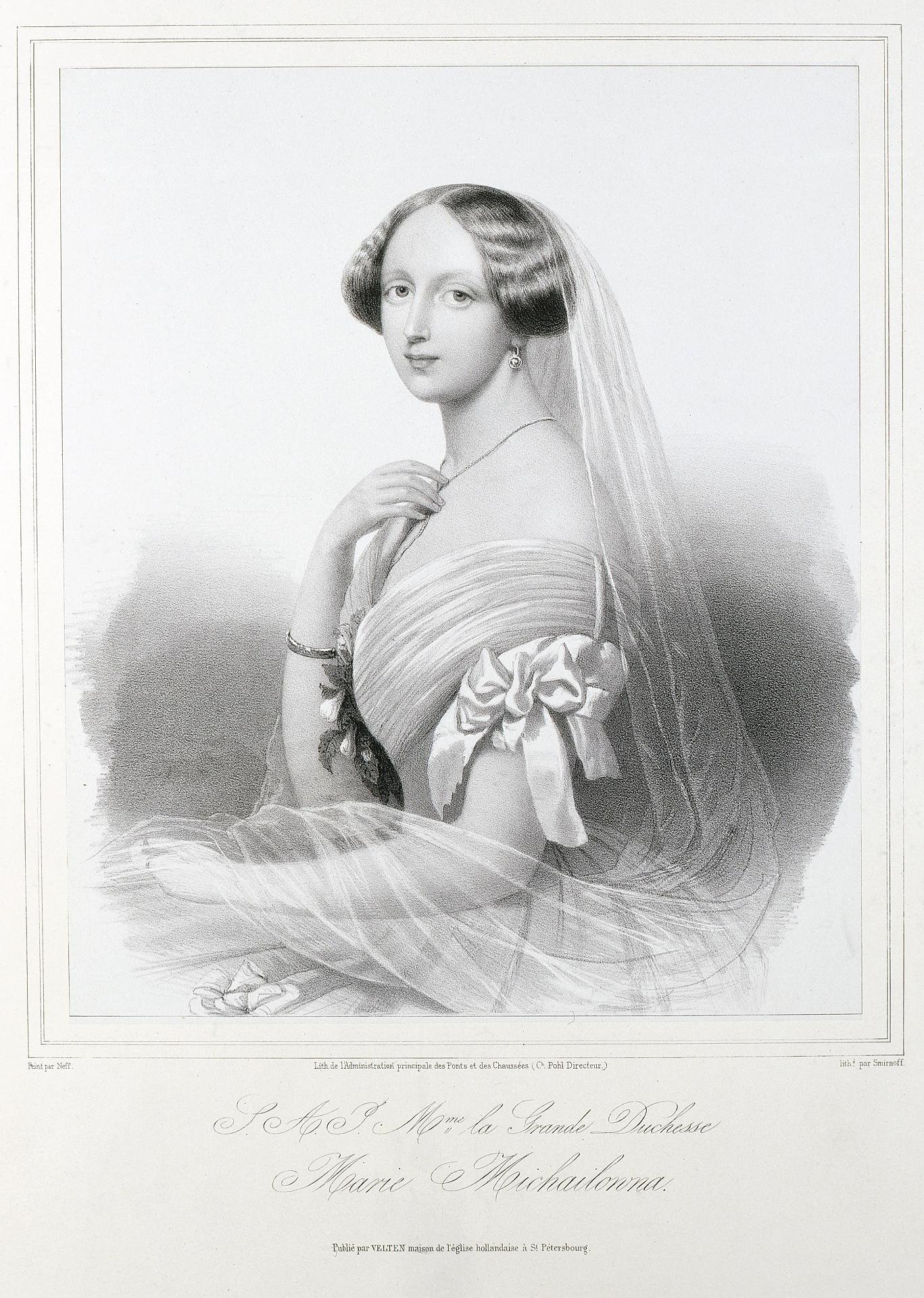
Вел. кн. Мария Михайловна (1825—1846) — дочь Михаила Павловича.

- 22 июля 1847 года, по инициативе председательницы Совета детских приютов Санкт-Петербурга, графини Ю. П. Строгановой был основан Приют Елизаветы и Марии в память о двух скончавшихся дочерях великого князя Михаила Павловича и великой княгини Елены Павловны — великих княжон Елизаветы Михайловны (сконч. 1845) и Марии Михайловны (сконч. 1846).
- Первоначально вмещал 130—150 детей.
- 1866 год — переведен в Санкт-Петербург
- В 1907—1909 гг. по проекту арх. Александра Васильевича Друкера[бел.] на Елизаветинской ул. для приюта было выстроено новое трёхэтажное здание из красного кирпича. Строительство осуществлено инж. Г. А. Берншейном. ([174]. С. 79) Открыто 29 сентября 1909 г.

В 1909 г. на попечении приюта находилось 70 мальчиков и около 100 девочек.
После Октябрьской революции здесь открылась Народная гимназия.

### XX век
- 1907 год — приют возвращен в Павловск.
- 1907—1909 годы — строительство трехэтажного корпуса по проекту архитектора А. В. Друкера.
- С 1917 года в здании приюта открыта Народная гимназия.
- До 1937 года — дошкольный детский дом имени 1 Мая.
- С 1937 года — средняя школа № 1.
- 1960-е — городская больница.
- 1970-е—1998 год — детское отделение Государственного НИИ детской ортопедии им. Г. И. Турнера.
- 1998 год — детское отделение ортопедического НИИ имени Н. А. Семашко.

## XXI век
- 2011 год — на бывшей территории приюта открыт комплексный центр социального обслуживания города Павловска с отделением дневного пребывания и временного проживания пенсионеров и инвалидов.

### Церковь
- 1909 год — домовая церковь святой мученицы царицы Александры была освящена на первом этаже здания.
- 1919 год — церковь перенесена в деревянный дом А. В. Терликовой на второй этаж.
- 15 июля 1922 года — из церкви произведено изъятие ценностей, 3 иконы и серебряный крест 1630 года переданы в музей Павловского дворца.
- 1939 год — церковь закрыта.
- В годы Великой Отечественной войны деревянный дом вместе с церковью был разрушен.